# Aleksandrów (powiat biłgorajski)

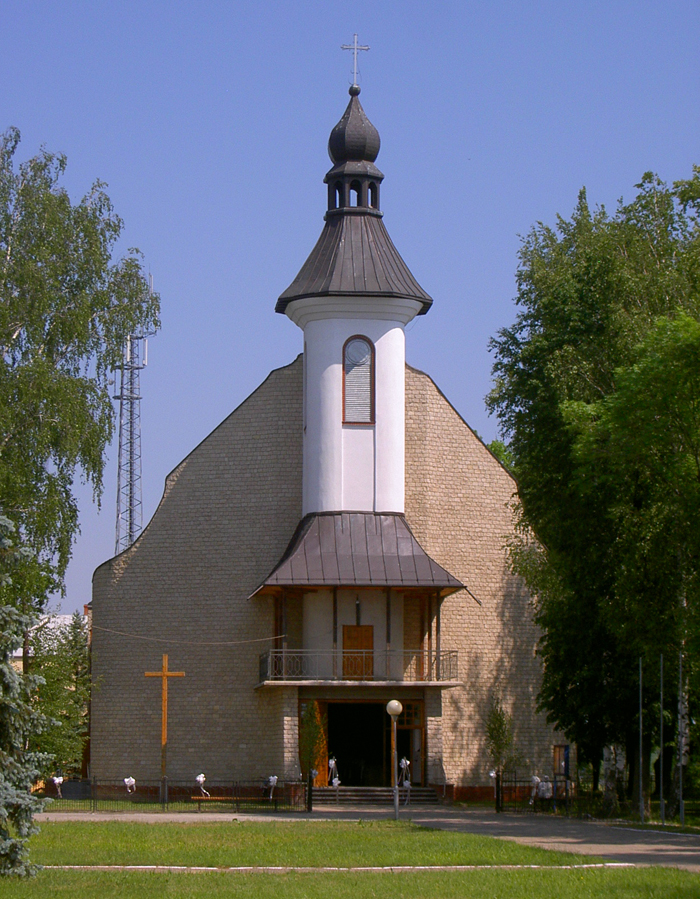
Kościół pw. Matki Boskiej Nieustającej Pomocy

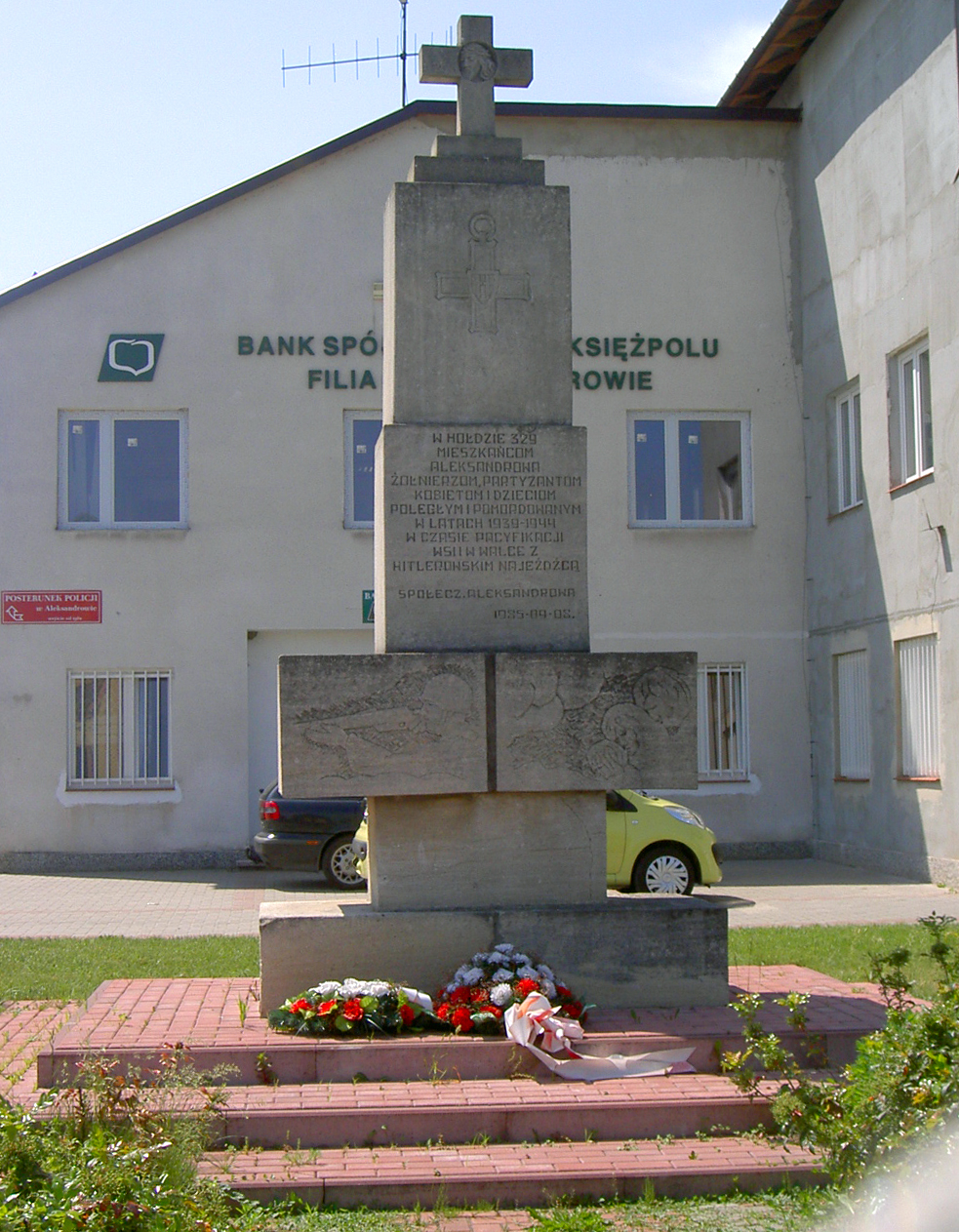
Pomnik ofiar hitlerowców w centrum wsi

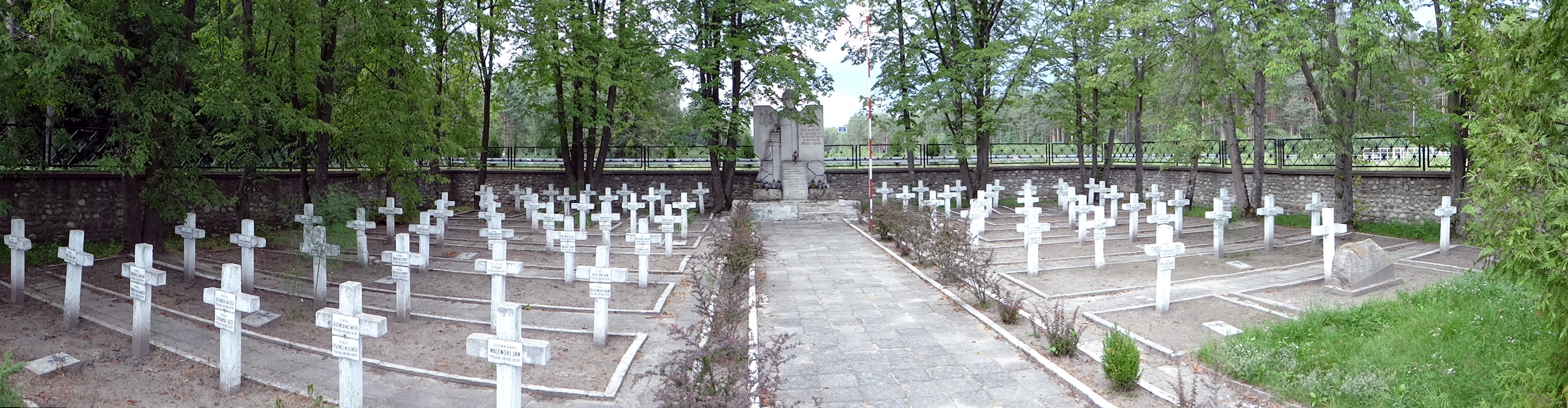
Cmentarz wojenny w kolonii Sigła

Aleksandrów – wieś w Polsce na Równinie Biłgorajskiej, położona w województwie lubelskim, w powiecie biłgorajskim, siedziba gminy Aleksandrów.
W latach 1954–1972 wieś była siedzibą władz gromady Aleksandrów. W latach 1975–1998 miejscowość należała administracyjnie do gminy Józefów będącej częścią województwa zamojskiego.
Wieś jest siedzibą rzymskokatolickiej parafii Matki Bożej Nieustającej Pomocy w Aleksandrowie.

## Części wsi
| SIMC    | Nazwa                | Rodzaj    |
| ------- | -------------------- | --------- |
| 0885487 | Aleksandrów Czwarty  | część wsi |
| 0885493 | Aleksandrów Drugi    | część wsi |
| 0885501 | Aleksandrów Pierwszy | część wsi |
| 0885518 | Aleksandrów Trzeci   | część wsi |
| 0885524 | Przymiarki           | część wsi |

## Ludność
Aleksandrów według Narodowego Spisu Powszechnego liczył w 2021 roku 3199 mieszkańców, co daje mu trzecie miejsce pod względem ludności w powiecie (po Biłgoraju - 27 291 osób i nieznacznie większym Tarnogrodzie - 3495 osób). Jest to zarazem najludniejsza wieś powiatu.
Wieś, będąca siedzibą i największą miejscowością wiejskiej gminy Aleksandrów, dzieli się na 4 sołectwa:
- Aleksandrów Pierwszy (923 mieszkańców),
- Aleksandrów Drugi (836 mieszkańców),
- Aleksandrów Trzeci (720 mieszkańców),
- Aleksandrów Czwarty (656 mieszkańców).

## Położenie
Aleksandrów położony jest ok. 15 km na wschód od Biłgoraja, wśród lasów Puszczy Solskiej. Zabudowania Aleksandrowa są rozciągnięte na długości ok. 9,1 km wzdłuż drogi wojewódzkiej nr 853 łączącej Biłgoraj z Tomaszowem Lubelskim. Numery domów w Aleksandrowie kończą się na liczbie 875, czyniąc wieś najdłuższą w województwie lubelskim.

## Historia
Aleksandrów został założony przez Andrzeja Zamoyskiego w 1791, co czyni go jedną z najmłodszych wsi powiatu biłgorajskiego. Miejscowość powstała na miejscu po lesie Tychec, zniszczonym przez huragan, na gruntach ówczesnej wsi Łukowa (województwo lubelskie). Wieś została założona na tzw. „surowym korzeniu” (łac. in cruda radice), czyli została lokowana w miejscu dotąd niezagospodarowanym i niezamieszkanym. 
W 1800 roku w Aleksandrowie powstała duża ordynacka huta wytapiająca żelazo z rud darniowych. W okresie międzywojennym pracę nad podniesieniem poziomu życia mieszkańców tej olbrzymiej puszczańskiej wsi wykonał młody ksiądz pracujący w parafii św Stanisława w Górecku Kościelnym, ks. Błażej Nowosad (1903-1943, obecnie sługa Boży, zamordowany w Potoku Górnym). Z jego inicjatywy miejscowi cieśle wybudowali drewniany kościół, na bazie którego w 1936 erygowano parafię. Założył też orkiestrę dętą i chór, które działają do dzisiaj.
W czasie II wojny światowej okolice Aleksandrowa były terenem zaciętych walk z hitlerowcami (wrzesień 1939), a podczas okupacji był pięciokrotnie pacyfikowany (sierpień 1942, luty, czerwiec i lipiec 1943 oraz lipiec 1944) za wspomaganie partyzantów. Największa pacyfikacja Aleksandrowa miała miejsce 24 czerwca 1943 (był to początek operacji Wehrwolf), wieś została częściowo spalona (ok. 100 gospodarstw), zginęło 25 osób a ok. 2500 jej mieszkańców wywieziono do obozów, głównie do obozu koncentracyjnego Majdanek. Szacuje się, że w czasie okupacji zginęło ok. 500 mieszkańców Aleksandrowa.

## Zabytki
- Drewniana domkowa kapliczka z 1899 roku[13].
- Rzymskokatolicki cmentarz z grobami ofiar hitleryzmu.
- Pomnik przed Urzędem Gminy, wzniesiony w 1985, w hołdzie 329 poległym w latach 1939–1944.
- Kamienna figura św. Stanisława z 1800 roku.
- Cmentarz wojenny w kolonii Sigła z pomnikiem i grobami (ok. 250): żołnierzy września 1939 r. i partyzantów AL z 1944 r.

## Kultura
W Aleksandrowie działają: gminna biblioteka publiczna, orkiestra dęta, mieszany chór parafialny im. ks. Błażeja Nowosada, a także ludowy zespół śpiewaczy Aleksandrowiacy.  
W 2019 roku członkowie zespołu Aleksandrowiacy otrzymali odznaki honorowe „Zasłużony dla Kultury Polskiej” za 45-letnią działalność na rzecz upowszechnienia i krzewienia kultury polskiej. Odznaczenia otrzymali: Janina Bielak, Janina Brodziak, Marianna Bździuch, Helena Koszarna, Józefa Nizio, Maria Pierzchała, Teresa Puźniak, Teresa Przytuła, Jan Różański, Jadwiga Sędłak oraz Regina Surmacz. 

## Sport

### GKS Aleksandria Aleksandrów
W Aleksandrowie funkcjonuje Gminny Klub Sportowy Aleksandria Aleksandrów – amatorski klub piłkarski, założony w 1973 roku. Obecnie drużyna seniorów gra w grupie zamojskiej klasy okręgowej. Aleksandria rozgrywa mecze na Stadionie w Aleksandrowie.